# Краснодарский нефтеперерабатывающий завод
Краснодарский нефтеперерабатывающий завод (сокращённо Краснодарский НПЗ)— крупный нефтеперерабатывающий завод, расположенный в г. Краснодаре, Краснодарский край. Проектная мощность по переработке нефти составляет 3,1 млн тонн в год. Является старейшим из ныне действующий российских нефтеперерабатывающих заводов. В настоящее время Краснодарский НПЗ является филиалом ООО «Афипский НПЗ» (входит в группу «Сафмар»).

## История
В 1910 году представитель британской компании «The Russian Kuban Industrial and Petroleum Company Ltd.» Адольф Роккель и Екатеринодарская Городская Управа заключили договор аренды между рекою Кубань и полотном Владикавказской железной дороги для строительства машиностроительного завода «Кубаноль», нефтеперегонного завода, нефтепровода и нефтехранилища. Важнейшей частью этого проекта являлось строительство нефтепровода, который должен был соединить нефтяные промыслы Майкопа с Екатеринодаром.
Нефтеперегонный завод был запущен в апреле 1911 года, на предприятии работало 45 человек. Завод занимался производством бензинового дистиллята и лигроина, отправлявшиеся на экспорт. Также на заводе производился мазут (на который приходилось порядка 65% производства), керосин и моторную нефть.
Уже в 1915 году объёмы переработки нефти составили 75 тыс. тонн. Однако из-за продолжавшейся Первой мировой войны создавалась нехватка разнообразного нефтяного оборудования, что стало приводить к сокращению объёмов переработки. К концу 1919 года объёмы переработки нефти упали до 35 тыс. тонн.
В июле 1920 года установившаяся на Кубани советская власть национализировала нефтеперегонный завод. В 1921 году в стране был введён НЭП, благодаря чему завод был переведён на хозрасчёт. Поэтому руководство завода направляло денежные средства на техническое перевооружение предприятия. В течение 1920-х годов Краснодарский НПЗ постоянно наращивал объёмы переработки и в 1927 году на НПЗ было переработано 92,5 тыс. тонн нефти.
В 1932 году шестикубовая установка переработки нефти была перестроена в восьмикубовую. В 1934 году были пущены дополнительные нефтеперегонные батареи и более мощные ректификационные колонны, модернизированы насосное хозяйство, теплообменная и конденсационная системы.
К концу 1930-х годов в Советском Союзе стал резко увеличиваться парк автомобильной техники. На тот момент среднегодовая выработка нефтепродуктов на Краснодарском НПЗ составляла:
бензина — 180-200 тыс. тонн;
керосина — 135-150 тыс. тонн;
дизельного и моторного топлива — 100-150 тыс. тонн.
Мощности Краснодарского НПЗ составляли около 1 млн. тонн в год, предприятие перерабатывало половину Майкопской нефти.
Начавшаяся Великая Отечественная война приостановила развитие завода. Из-за приближения фронта к Краснодару на НПЗ началась эвакуация оборудования. В 1942 году Краснодарский НПЗ был практически полностью разрушен немецкими бомбардировками и отступавшими советскими войсками.
После войны завод фактически был отстроен заново. В 1949 году была введена в работу установка первичной переработки нефти ЭЛОУ-АТ-2, в 1950 году — установка ЭЛОУ-АВТ. В 1951—1964 годах введены в эксплуатацию три установки по производству битума, в 1954 году — установка производства нафтената натрия, в 1956 году — установка по производству экстракционного бензина.
В январе 1980 года Краснодарский НПЗ вместе с Туапсинским и Афипским НПЗ вошёл в состав производственного объединения «Краснодарнефтеоргсинтез». В 1991 году на мощностях Краснодарского НПЗ начала работать совместная российско-австрийская компания «Краснодарэконефть», в 1992 году была реконструирована установка ЭЛОУ-АТ-2.
При этом в 1990-х годах поставки сырья на Краснодарский НПЗ постоянно сокращались, у предприятия образовался долг около 355 млн. руб. перед федеральным бюджетом. В 1998 году Арбитражный суд Краснодарского края признал банкротом Краснодарский НПЗ. Имущественный комплекс обанкротившегося завода был продан региональному нефтетрейдеру ЗАО «Атлас». В 2005 году Краснодарский НПЗ был выкуплен нефтяной компанией «РуссНефть». В 2021 году Краснодарский НПЗ был организационно объединён с Афипским НПЗ в составе ООО «Афипский НПЗ».

## Сырьё
Предприятие перерабатывает малосернистую нефть краснодарских и западно-сибирских месторождений, поступающую по трубопроводу и железнодорожным транспортом.

## Продукция
Предприятие производит газовый бензин, дизельное топливо, дистиллят газового конденсата, топливо для реактивных двигателей марок ТС-1 и Т-1 (единственный в России производитель топлива Т-1), судовое маловязкое топливо, мазут, битум. По итогам 2020 года, было переработано 1,6 млн тонн сырья

## Технология и оборудование
Предприятие производит первичную переработку нефти с относительно невысокой глубиной. Дальнейшая, более глубокая переработка осуществляется на Афипском НПЗ, с которым Краснодарский НПЗ входит в единую производственную цепочку. По итогам 2020 года, глубина переработки нефти составляла 73,6 %, выход светлых нефтепродуктов — 55,8 %, Индекс Нельсона — 1,45.
Оборудование предприятия включает:
- установку первичной переработки нефти ЭЛОУ-АТ-2, мощностью 1,4 млн тонн в год. Введена в эксплуатацию в 1949 году, реконструирована в 1992 году;
- установку первичной переработки нефти ЭЛОУ-АВТ, мощностью 1,6 млн тонн в год. Введена в эксплуатацию в 1950 году, реконструирована в 1976 году;
- установку производства битумов БУ-3, мощностью 0,2 млн тонн в год. Введена в эксплуатацию в 1964 году;
- экстракционную установку ЭУ(разобрана, не работает);
- установку производства нафтената натрия МНУ.
- Котельная
- Очистные сооружения.
- Парк резервуаров.